# Pink Martini
Pink Martini és un grup de música fundat el 1994 pel pianista Thomas M. Lauderdale a Portland, Oregon. El grup es defineix a si mateix com a "una petita orquestra" i la seva música barreja gèneres i estils com ara la música clàssica, la llatina, el jazz, el pop clàssic o la música lounge. Les seves creacions solen descriure's com a vintage, una definició que mostra clarament el seu estil i contingut així com les seves referències principals.
La cantant i lletrista principal de Pink Martini és China Forbes.
L'any 2010, la cantant Storm Large s'afegí al grup després d'una operació a les cordes vocals de China Forbes. Actualment, tant China Forbes com Storm Large són cantants del grup. Tots els discos del grup són realitzats i distribuïts per la discogràfica Heinz Records, fundada el 1997 pel mateix Lauderdale per a tal fi.

## Àlbums
- Sympathique (1997)
- Hang On Little Tomato (2004)
- Hey Eugene! (2007)
- Splendor in the Grass (2009)
- Joy to the World (2010)
- 1969 (2011), en col·laboració amb la cantant japonesa Saori Yuki.
- A Retrospective (2011), àlbum recopilatori amb els principals èxits del grup fins al moment.
- Get Happy (2013)
- Dream a Little Dream (2014), en col·laboració amb el grup musical The von Trapps
- Je dis oui! (2016)
- Sympathique - 20th Anniversary Edition (2018)
- Non Ouais! - The French Songs of Pink Martini (2018)